# カービー・ディック
カービー・ディック（Kiby Dick、1952年8月23日 - ）は、アメリカ合衆国のドキュメンタリー映画監督、映画プロデューサー、テレビディレクターである。

## 作品

### 主な監督作品
すべてドキュメンタリー作品
- Sick: The Life and Death of Bob Flanagan, Supermasochist （1997年）
- Chain Camera （2001年）
- Twist of Faith （2004年）
- This Film Is Not Yet Rated （2006年） - 「松嶋×町山 未公開映画を観るTV」にて『アメリカの映倫 その秘密を暴け!』の題名で2009年に放送。のち『ノット・レイテッド〜アメリカ映倫のウソを暴け!〜』としてVOD。
- 『アウトレイジ (2009年の映画)』 - Outrage　（2009年） - 「松嶋×町山 未公開映画を観るTV」にて『ゲイを弾圧する隠れゲイ政治家を探し出せ!』の題名で2009年に放送。のち『クローゼット〜ゲイ叩き政治家のゲイを暴け!〜』』としてVOD。
- The Invisible War（2012年） - 第85回アカデミー賞アカデミー長編ドキュメンタリー映画賞ノミネート
- 『ハンティング・グラウンド』- The Hunting Ground （2015年）
- 『両刃の先進医療』 - The Bleeding Edge （2018年）
- 『ウディ・アレン VS ミア・ファロー』Allen V Farrow （2021年、テレビ・ミニシリーズ）